# Панч (журнал)
«Панч» (англ. «Punch») — британський щотижневий журнал гумору та сатири, який видавався з 1841 по 1992 і з 1996 по 2002.

## Історія
Сатиричний тижневик «Панч» був заснований журналістом, соціологом, драматургом, художником-гравером Генрі Мейх'ю (англ. Henry Mayhew) та ілюстратором Ебенезером Ланделлсом (англ. Ebenezer Landells) у 1841 році. Спочатку він називався довше: «Панч, або Лондонський шаріварі» на честь французького «Шаріварі», та згодом цю частину відкинули. Журнал задумувався як пародія на типові видання вікторіанської епохи, призначені захищати читачів від недобросовісних журналістів.
Містер Панч прийшов у Англію наприкінці XVIII століття. Походить він від ідентичного персонажу італійської комедії дель арте — Пульчінелли. Зображення містера Панча — горбуна в гостроверхій шапці, з крючкуватим носом і демонічними очима — прикрашає першу сторінку кожного випуску журналу. Автори журналу називають містера Панча своїм прототипом, їх мета — не «звеселяти бездумний натовп», а відповідально, без блазнювання, вступати в боротьбу з ворогом (у даному випадку, з вадами суспільства), як це робив містер Панч у сутичках зі своїми недругами. З самого початку видавці дотримувалися певного рівня культури подання матеріалу, а, подекуди, їдка та гостра сатира «Панча» завжди лишалася коректною. Недарма його девізом були слова «Будьте справедливі і не бійтеся!».
У 1842 році «Панч» придбала видавнича фірма «Бредбері та Еванс» (англ. Bradbury and Evans), оскільки його засновники не мали змоги вкладати в журнал гроші. На той час фірма була основним видавцем художньої літератури у Великій Британії, а отже, у її розпорядженні було найновіше друкарське оснащення, що вплинуло і на якість друку «Панча». Коштував журнал три пенси, що було не надто дешевою, але доступною ціною.
Наприкінці ХІХ століття журнал став більш поміркованим, став виражати думку середнього класу і захищати інтереси Британської імперії.
«Панч» завжди намагався дотримуватися балансу між розважальними і інтелектуальними матеріалами, тому він вплинув на популяризацію наукових теорій серед широкої публіки. З плином часу підвищувались рівень освіти і загальна грамотність населення, аудиторія все більш прискіпливо ставилася до якості публікацій у періодичних виданнях — «Панчу» вдалося задовольнити потреби своїх читачів.
У журналі публікувалися відомі письменники і журналісти свого часу: Вільям Теккерей (англ. William Thackeray), Чарльз Діккенс (англ. Charles Dickens), Джером К. Джером (англ. Jerome K. Jerome), Александр Алан Мілн (англ. Alan Alexander Milne) та інші.
Тиражі «Панча» у різні часи залежали від існуючого внутрішньо- і зовнішньополітичного ладу, фінансового становища самого журналу та цільової аудиторії, інтенсивності подачі реклами, діяльності конкурентів. Піки популярності журналу припадали на воєнні роки.
У 1969 році «Панч» придбав видавничий концерн «United Newspapers» фінансиста Девіда Стівенса (англ. David Stevens).
У 1992 році вийшов 7888-й номер журналу, що мав стати останнім.
У 1996 році журнал спробував відродити єгипетський мільйонер Мохаммед аль-Файєд (англ. Mohammed Al-Fayed), викупивши права на «Панч». Але легендарний журнал завдавав власникові збитків у 2002 році був остаточно закритий.
Ще однією традицією, що існувала до остаточного закриття журналу, стало вирізання редакторами, власниками та гостями журналу на овальному столі своїх ініціалів.
У 2004 році легендарний стіл «Панча» та частину архіву придбала Британська бібліотека.
З журналом «Панч» постійно співпрацювали художники Майлз Фостер (англ. Miles Foster), Джон Теннієл (англ. John Tenniel) та Етель Рід (англ. Ethel Rid). Ця група стала відома як «Братство Панча». У журналі часто друкувався Чарлз Діккенс (англ. Charles Dickens), саме в «Панчі» вперше опублікований роман Теккерея «Ярмарок марнославства».

## Політичні новини в журналі «Панч»
Часопис був фактично віддзеркаленням важливих політичних подій того часу, повз нього ніщо не проходило. Одним з центральних політичних героїв на сторінках журналу була королева Вікторія.
Так сталося, що початковий період її правління припав на «добу» становлення журналу й закріплення своїх позицій як їдкого гостро налаштованого політичного видання. Вікторія завжди знаходилася під прицілом «Панча». Взяти хоча б 1845 р., коли вся Ірландія страждала від фітофтори (хвороба, що вражає рослини, насамперед картоплю). Масовий голод, еміграція, висока смертність населення — молода Вікторія, яку тоді називали «Королевою Голоду» не сходить зі шпальт видання, виступаючи в одному з номерів центральним героєм публікацій близько12-ти разів.
Але королева Вікторія була героїнею не тільки статей «Панча»: дуже часто вона з'являлася і в карикатурах. Наприклад, карикатура 1877 р. під назвою «Disputed Empire» («Посягання імперії» або «Імперія оскаржується»). На ілюстрації бачимо скелет у короні, який символізує Англію. На короні є надпис — Famine (голод). Біля ніг скелету, чи то може смерті, мертві люди, а ті, що ще живі, на колінах молять про допомогу. На фоні — трон, на якому зображена королева Вікторія. Вона дає команду: «Уперед!». Ця карикатура має історичне підґрунтя, яке стосується якраз територіальних посягань Англії щодо Індії.
Британський карикатурний журнал «Панч» всіляко підтримував запал чартистів в цьому випадку також доклав чимало зусиль до досягнення ними своїх цілей. «Панч» не просто розкривав у своїх матеріалах якнайповніше офіційний дискурс новин — він знаходив суттєві важелі впливу на своїх читачів.
Політичні діячі постійно виступали головними героями на сторінках британського часопису «Панч», і досить часто їх зображували (і в текстах, і на карикатурах) з відтінками класичного їдкого британського гумору, навіть якщо справа стосувалася, на перший погляд, аполітичної теми. Зокрема цитата зі статті «Панча»: «Королям та королевам нечасто щось дозволяється: тому вони так засліплені заздрістю та бажанням надолужити недозволене у літературних творах. Говорячи чесно, вони мають час для відпочинку, бо є великими шахраями; їх приємні слова на чиюсь адресу завжди вже сказані за них: ці гарні слова кладуть їм до рота, так само як Ви кладете шматочок цукру до дзьобика папуги». 

## Характеристика повсякденної тематики зображень
В 1850 роки стилістика «Панча» змінюється. Карикатур і малюнків стає більше. Журналістські матеріали займають площу значно меншу ніж візуалізована частина. З'являються стильові вподобання, сторінка розбивається на колонки, часто текст обрамлюється гарною рамкою, в яку художник майстерно вписує сюжети матеріалів.
Цікаво, що британці не соромилися підкреслювати власну надмірну стриманість.  Більше сотні карикатур про «британський характер» було створено за часів існування журналу.  Читач бачив відображення себе на сторінках улюбленого видання, це сприяє підвищенню популярності і росту тиражів.
Карикатура «Love of Keeping Calm» ілюструє британську стриманість під час обіду на пароплаві, який ось-ось піде на дно: жінка повільно допиває свій чай і підпалює цигарку, насолоджуюсь моментом. Офіціант продовжує подавати вишукані страви джентльменам, які ведуть бесіду з зовсім беземоційними обличчями.
У 1840 році з'явилися знамениті файф-о-клок. Відповідно до англійського чайного етикету, в жодному разі не можна обмежуватися одним сортом чаю. Зазвичай гостю пропонуються на вибір  8 — 10 сортів напою. Карикатура «Importance of Tea» висміює надмірну спокійність британців і поклоніння чайним традиціям.
Перша великомасштабна рекламна кампанія в Англії відбулася в середині XVII століття. Це було впровадження чаю і кави на ринок, а також формування попиту на ці напої. Наприкінці XIX — на початку XX століття якість реклами була не найкращою. Рекламісти завжди перебільшували в описі характеристик товару. Американці пропонували люльку, яку можна курити цілодобово і не піддаватися впливу нікотину. В Великій Британії часів королеви Вікторії «Панч» публікує карикатуру «Хороша реклама» (Good Advertisement). Старий британець курить трубку і пише листа: «Я придбав ваше мило два роки потому; с того часу я не використовував жодне інше». Карикатура виглядає неоднозначно. З одного боку, можна подумати, що старий миється все тим же засобом гігієни, і воно не закінчується, з іншого –  після того, як він спробував якісну продукцію цієї фірми не хоче придбати ніяку іншу. Автори видання називають це хорошою рекламою.
У 1890-х Велику Британію накрила хвиля велосипедного божевілля. І в попереднє десятиліття жінки каталися на велосипедах, переважно триколісних, але тоді ще сильні були протести проти цієї абсолютно нежіночої машини. Нібито від їзди на велосипеді у матерів пропадає молоко, тряска завдає шкоди слабеньким жіночим нервам, а рух ногою вгору-вниз взагалі еквівалентно мастурбації (в такому ж гріху перш звинувачували швейну машинку з ножним приводом). Самотніх велосипедисток залякували бандитами, які можуть підстерегти їх на безлюдний дорозі і всіляко образити. Та й сукні для їзди на велосипедах служили невичерпним джерелом для полеміки між консерваторами і прихильниками раціонального костюма. Звісно що «Панч» не пройшов стороною  велосипедну епідемію і люб'язно намалював карикатуру на жінку, скоріше за все представницю середнього класу, адже аристократам було не по рангу крутити педалі прямо на вулицях, а не в спеціалізованих парках. Чоловіки на малюнку відверто витріщаються на велосипедистку в капелюсі і міцно затягнутому корсеті.
За часи вікторіанської Британії «Панч» спромігся опублікувати більше 600 веселих, розважальних, повчальних карикатур. Про жіночі фасони століття «хуліган» писав чимало матеріалів та малював дотепні карикатури. Про стилі чоловіків було сказано також багато.
На вечірці спілкуються два джентльмени, журнал називає їх «The First Cock Sparrow» та «The Second Cock Sparrow», що м'яко кажучи, характеризує сварливу та зухвалу людину. На малюнку зображено першого «модника» з величезним метеликом на шиї, яким  чолов'яга вихваляється перед іншимгостем. А той в свою чергу посипає його лестощами: «Франк, в тебе такий чудовий метелик. Як тобі вдається бути таким модним?»
Щодо винахідників епохи — «Панч» висвітлив у всій красі конструкцію Містера Трембл Боровса (англ. Mr.Tremble Borrows), яка захищає чоловіка під час прогулянки містом від грабіжників, що душать свою жертву дротом. А жарт в тому, що британець просто вдягає кринолін своєї жінки і до нього не можуть дотягнутися злодії через пишну спідницю. Геніальному винаходу Трембл дав назву «запатентована анти-дротова шинель».
Карикатура «Дуже чудернацький!» (англ. «Very Odd!») про незграбного чоловіка з великим пузом. Ця робота відображає абсурдність вікторіанських застав у навчанні і сумнівні розумові здібності британської публіки.
Викладач електробіології: «Гм, а зараз, сер, ви не зможете перестрибнути цю палицю!»
Підданий: «Перестрибнути? Тьфу! Ви благословляєте мене на стрибок? Ні, я знаю, що ніколи не зможу стрибати»
(лунають громи оплесків  джентльменів)
На початку XIX століття виріс рівень жіночої наркоманії з широким розповсюдженням опіуму і опіумних препаратів, які використовувалися в запатентованих ліках від жіночих проблем, неврастенії і меланхолії. Ось, наприклад, запис з «Книги рецептів» 1846: «Від кашлю: Дві столові ложки оцту, дві столові ложки патоки, 60 крапель опію. Приймати по чайній ложці суміш на ніч і вранці». 
А ось діалог з карикатури «Fatal Facility; or, Poisons For The Asking»: Дитина: «Будь ласка, Містер, наповніть мені знову цю пляшку лауданум і дайте моїй матусі один з половиною фунт миш'яку для того, щоб травити пацюків (!)».
Доволі кваліфікований аптекар: «Авжеж, Мем. Може ще щось?»
На додаток художник старанно намалював оголошення в аптеці: «Всі види отрути на продаж».
Залежність від ліків була в Вікторіанську епоху настільки повсюдною, що й не вважалася залежністю: тільки під кінець XIX століття лікарі забили на сполох і перестали рекомендувати лауданум при будь скарзі на здоров'я. Вживання наркотиків набуло широкого поширення в богемному середовищі. «Я виходила на сцену в напівнепритомному стані, але все одно отримувала захоплення і аплодисменти публіки», — була відвертою Сара Бернар (англ. Sarah Bernhardt). В ці часи було засновано науку френологію австрійським вченим Францем Йозефом Галльем (англ. Franz Joseph Gall). Він склав класифікацію психічних «здібностей». Було прийнято вважати, що психічні властивості людини визначаються рельєфом поверхні мозку.
На цю тему в «Панчі» була дивна карикатура «New Idea for the Fancy Ball» зі звертанням до чоловіків «Голіть свої голови і робіть френологічні дослідження!». На малюнку лисий чоловік, який спостерігає у дзеркало, як йому щось малюють на голові. При всій спекулятивності і міфологічності френології, загальна ідея про зв'язок психіки з корою великих півкуль була вірною. Проте висновки виявилися хибними.

## Карикатури «Панча»
З перших днів існування часопису карикатури займали в журналі вагоме місце, стосувалися найрізноманітніших тем і задавали загальний настрій кожного номера. У кожному номері містилася велика редакторська карикатура (або дві) на сторінку під назвою «Панчеве малювання» («Punch's Pencillings»), декілька карикатур меншого розміру — на півсторінки, чи на чверть, та маленькі малюнки, що ілюстрували текстові матеріали.
М. Спілмен класифікував карикатури «Панча» так:
- політичні і соціальні;
- художні;
- освітні та пропагандистські;
- історичні.

Найбільше було соціально-політичних карикатур.
У 1843 році «Панч» здійснив свій внесок у розвиток англійської мови. Саме завдяки йому слово «cartoon» набуло нового значення: до «ескіза», «етюда для фрески» додалося (і згодом почало домінувати) значення «сатиричний малюнок». Це сталося після того, як художник Джон Ліч (англ. John Leach) 15 липня 1843 року у своїй карикатурі «CartoonNo. I – Substance and Shadow» висміяв художню виставку того ж року, організована за підтримки принца Альберта. На виставці мали бути обрані роботи для фресок для реконструйованого Вестмінстерського палацу, що постраждав у пожежі 1834 року. Більшість робіт були вкрай помпезні та безглузді, що й відобразило перо Джона Ліча: художник та «Панч» дорікали художникам за ігнорування соціальних проблем і уряду за бездумне витрачання грошей.
Серед художників, що малювали для «Панча», були вищевказаний Джон Ліч (англ. John Leach), Чарльз Кіні (англ. Charles Keene), Джордж дю Морьє (англ. George du Morye), Джон Тенніел (англ. John Tenniel) (перший ілюстратор «Аліси у країні чудес»), Ернест Шеперд (англ. Ernest Shepherd) (перший ілюстратор «Вінні Пуху») Едвард Сембурн (англ. Edward Semburn), Фредерік Таунсенд (англ. Frederick Townsend), Джон Партрідж (англ. John Partridge),
Леслі Іллінгворт (англ.Lesley Illingworth) та інші.

## Теми повсякденності в журналі «Панч»
Перший примірник «Панча» за липень — грудень 1841 року знайомить свого читача з рубриками журналу і дає їм короткі характеристики. Наприклад, розділ мода — «Цей відділ веде Місіс Дж. Панч, чиї численні знайомства з елітою дозволяють отримувати інформацію про модні тенденції в світі». Писати огляди доручили Джону Кетчу (англ. John Ketch), який був в курсі сучасних літературних течій і напрямків. Відділ образотворчого мистецтва став вести один з найпопулярніших художників-декораторів того часу. Саме тут обговорювали живопис і скульптуру, як прояв таланту. Замітки щодо музики та драми писав «Джентльмен з губною гармошкою», як його прозвав сам «Панч». «Панч» сам по собі — це вже драма", — дозволяв собі казати автор музичної рубрики. Спортивна рубрика сатиричного видання в першому ж номері зазначає про те, що «Пророк знає не тільки переможців кожної раси, але й кольори гонщиків».
В альманасі за 1841 рік опубліковано чимало неофіційних заміток на тему мистецтва. 
Великим досягненням фізики XIX століття була висунута англійським вченим Джеймсом Кларком Максвеллом (англ. James Clerk Maxwell) електромагнітна теорія світла (1865). Звісно, «Панч» не відстає від наукових тенденцій, ми можемо  часто зустріти слово «progress» на його сторінках, і тільки розумний читач Великої Британії здогадається чи то справді мова про прогрес чи працівник редакції висміює чудернацький винахід. Ось  під заголовком «Прогрес науки та мистецтва» (Progress of Science and Art) опублікована замітка про геніальний пристрій, що допомагає з'ясувати, який сьогодні день тижня, число та рік.
Варто приділити увагу циклу статей «The Physiology of London…». Творці «Панча» додають слово до назви, припустимо «нероба» (idler), і вже отримують тему для нового матеріалу «The Physiology of London Idlers» (Фізіологія лондонських нероб). Кожний матеріал циклу супроводжується буквицею, чи то з гарною дамою в криноліні чи з чоловіком напідпитку, що підпирає  головну літеру.
Фасони суконь у Вікторіанську епоху змінювалися кожного десятиріччя, тому мода на жіночі вбрання стала також дуже актуальною темою, яку висвітлював і з якої глузував хуліган «Панч». В матеріалі «Чому я ношу кринолін» (Reasons Why I Wear Crinoline) можна знайти 7 причин, чому британська жінка віддає перевагу незручним фасонам широких спідниць з жорсткої тканини. Ось деякі з них: «Тому що це те, що потрібно; тому що зараз всі їх носять; тому що так встановлено; тому що чоловіки це обожнюють (я знаю, вони можуть сказати, що це не так, але цеправда); Ви дійсно хочете знати, чому я ношу кринолін? Правда? Добре, я ношу кринолін, тому що мені це подобається, сер!» (1860 рік, №38).
Ставлення до релігії у радикалів, працюючих над «Панчем» було доволі суперечним.  Лише за часів редагування Сера Франциса Бернанда (англ. Sir Francis  Burnand) видання стає більш католічним, відходить від не толерантних, різких матеріалів. Але в 1867 році члени редакції, очолюваної Бернардом Холовудом (англ. Bernard Hollowood), ще дозволяють собі жарти на церковну тему. В замітці «Поради для англійця за кордоном" (Advice to Englishmen Abroad) є настанова для читача: «На вході до церкви, якщо ви наважитеся, то зніміть свого капелюха, робіть це з жестом, який позначає презирство…саркастично критикуйте святині, не звертаючи ніякої уваги на віруючих, які стоять на колінах». «Ніколи не соромтеся, якщо в разі необхідності жінка за вас платить, –  продовжує давати гумористичні поради автор, — таким чином ви позиціонуєте себе як вільного британця, який робить так, як йому забагнеться». «Завжди, коли на це є змога, йдіть серединою вулиці з таким видом, немов всі будинки належать саме вам, і ви просто подорожуєте, щоб оглянути свої володіння». «Для того, щоб показати, що ви народилися в вільній країні, коментуйте ті речі, що викликають  у вас сміх, зокрема назви магазинів, таким чином, щоб власники почули ваші слова через вікно» (1867 рік, червень 29, №183).
Часопис торкається і проблем тогочасного суспільства, як наприклад, пияцтво. В матеріалі «Нове уявлення прощастя» (A New Idea of Happiness) ця звичка засуджується.  Адже здоровий образ життя і спорт вважалися споконвічно чоловічим заняттям, яке зміцнювало силу духу, підвищувало витривалість і волю до боротьби. «Давайте замислимося: для одної людини спорт — це можливість, для іншої — смерть. Чомусь ми навчені, що пияцтво може стати джерелом внутрішнього щастя. Тут може бути багато розмов, але про вподобання не сперечаються» (1855 рік, 22 грудня, №29 , стор. 247).  Журнал змушує читача замислитися, чи будещаслива родина, яка постійно спостерігає «п'яний рев людської істоти», яка утримує п'яницю, наче в'язня. Складно уявити собі задоволення від наглядання свого ближнього, що хитається будинком в стані алкогольного сп'яніння.
Вікторіанська епоха подарувала нам чоловічий образ джентльмена. Сьогодні за тлумачним словником це поняття характеризує освіченого і вихованого чоловіка, практично інтелігента, але набагато респектабельного і урівноваженого. В 1855 році «Панч» опублікував статтю-інструкцію під назвою «Як має себе поводити джентльмен»  (What Gentlemen Ought To Do). Замітка дає змогу нам порівняти, яке уявлення про  джентльменів було за часи королеви Вікторії, і що залишилося від цього визначення на сьогодні. «Кілька разів ми казали, що джентльмен не повинен бути без якоїсь особливої  фірми зубної  щітки або сорочки, або мила для гоління, і ми робимо висновок, що наша соціальна оцінка регулюється вмістом нашого саквояжа і речами на полиці в ванній кімнаті» (1855 рік, 22 грудня, №29, стор. 245).
В одному з матеріалів  альманаху за 1864 рік «Панч» перелічував переваги ілюстрацій для людського сприйняття інформації. «Їх краса в тому, що вони провокують розмову, –  мова про фотокартки, — вони дають безліч тем для обговорення»  (1864 рік, №46, замітка «The Great Beauty Of Photographs»). Тож зрозуміло, чому карикатуристи і художники сатирично-гумористичного видання у Вікторіанську епоху приділяли так багато уваги візуальним складовим журналу.